# سايبر هانتر
سايبر هانتر (بالإنجليزية: Cyber Hunter)‏ هي لعبة فيديو باتل رويال من تطوير ونشر نت إيز، صدرت في 26 أبريل 2019 وتعمل على أجهزة أندرويد، آي أو إس وويندوز.
وقد حصلت اللعبة على أزيد من 10 ملايين عملية تنزيل على جوجل بلاي.